# 페데리코 닐로 말디니
페데리코 닐로 말디니(이탈리아어: Federico Nilo Maldini, 2001년 3월 28일~)는 이탈리아의 사격 선수로 주 종목은 권총이다. 2024년 하계 올림픽 사격 남자 10m 공기권총 종목에서 은메달을 획득하였다.